# Bembidion punctulatum
Bembidion punctulatum es una especie de escarabajo del género Bembidion, familia Carabidae. Fue descrita científicamente por Drapiez en 1820.
Se distribuye por Albania, Argelia, Armenia, Austria, Azerbaiyán, Bielorrusia, Bélgica, Bosnia y Herzegovina, Croacia, Chequia, Dinamarca, Estonia, Finlandia, Francia, Georgia, Alemania, Gran Bretaña, Grecia, Hungría, Irán, Irlanda, Italia, Letonia, Lituania, Macedonia, Moldavia, Marruecos, Países Bajos, Polonia, Portugal, Rumania, Rusia, Serbia, Eslovaquia, Eslovenia, España, Suecia, Suiza, Túnez, Turquía y Ucrania.
Los miembros de Bembidion punctulatum son verdosos o de color bronce, relativamente pequeños, con una longitud corporal de 4,5 a 5,5 milímetros. Suelen encontrarse ocasionalmente en guijarros, pero no es su hábitat natural.